# Nephrotoma barbigera
Nephrotoma barbigera är en tvåvingeart som först beskrevs av Evgenyi Nikolayevich Savchenko 1964.  Nephrotoma barbigera ingår i släktet Nephrotoma och familjen storharkrankar. Inga underarter finns listade i Catalogue of Life.